# 國民革命軍陸軍暫編第一軍
国民革命军暂编第一军在历史上先后4次组建。

## 直魯聯軍與西北軍系統
直魯聯軍第四軍方永昌在對抗國民革命軍失敗後，將該軍指揮權交由軍參謀長刘珍年，1928年春二次北伐时张宗昌战败北撤，劉珍年趁此時機將方永昌逐出部隊，自立軍長。在驅逐方永昌後，劉珍年向國民政府輸誠易幟，國民政府任命為國民革命軍暫編第一軍，劉珍年任該軍軍長兼該軍第一師師長，此後劉珍年收編直魯聯軍脫隊殘部以及山東膠東半島盤據的一干地方軍閥與土匪，增強整體實力。
在1928年6月編遣會議後，暫編第一軍改名為國民革命軍第21師，中原大戰前夕21師改制為國民革命軍第十七軍。
1928年10月国民革命军整编，取消各独立师番号，统一改为12个暂编师。韩复榘部改编为暂编第1师，师长韩复榘。1930年中原大战，第1军团暂编第1师扩编为暂编第一军，军长梅钧。不久番号撤消。

## 阎锡山系第二战区保安司令部组成的第2个暂编第一军
1939年7月阎锡山第二战区保安司令部（辖两个警卫团、一个宪兵团和一个特务团）改编为暂编第一军，军长傅存怀/王毓文，参谋长王炳钺。下辖：
- 第66师：师长杜春忻
- 第70师：师长马凤岗
- 第214旅：旅长贾毓芝

1940年12月改番号为国民革命军第四十三军。

## 汤恩伯系第33师、暂编第62师组成的第3个暂编第一军
1944年9月国民革命军第八十五军第33师和国民革命军第十三军暂编第62师合编组成的暂编第1军。军长王毓文（原第八十五军副军长），副军长王炳钺。隶属国民革命军第十九集团军。下辖：
- 第33师，段海洲任师长，
- 第117师，刘曼天任师长（后廖运周）

1945年初，暂编第十五军新编第9师和新成立的暂编第66师改隶该军。
1945年6月，番号改为国民革命军第九十七军，暂编第66师改調第一战区直辖，編制自然消滅。

## 江苏地方保安部队组建的第4个暂编第一军

### 大陸時期
1949年初，末任江苏省主席兼江苏省保安司令、京沪杭警备总司令部副总司令（司令汤恩伯）、国民党江苏省党部主任委员丁治磐，在准备渡江战役的南下的华东野战军向长江北岸各桥头堡据点的军事攻势下，1949年3月下旬率领江苏省各地方保安部队、党政官员撤退到崇明岛，总数达两万余人，大部分涌到堡镇镇。江苏省政府、省绥靖司令部设在堡镇大通纱厂，省保安司令部设在富安纱厂。1949年5月7日，江苏省政府主席丁治磐从上海赶来崇明，将溃军组成国民革命军暂编第一军，给养无供，实行每日“一稀一干”两餐制。
- 军长董继陶
- 第71师，师长张忠
- 暂9师
- 暂10师
- 暂11师

1949年5月解放军席卷苏南、进攻上海。5月26日，丁治磐布署江苏省水警团团长长全裕谦、第11师副师长刘贺田(黄埔十期)“掩护撤退”后，与崇明县长萧政之，率领两个师登上登陆艇长江号和客轮大连号及二三十只帆船，5月27日下午3时船队离崇明，撤退嵊泗列岛，在枸杞岛进驻江苏省政府，任“江苏人民反共自卫救国军”总司令，向内地派遣建军干部与武装特务。隶属舟山防卫司令部。5月29日下午，黎平代表中共苏中第九军分区崇明工作委员会与第11师副师长刘贺田在起义协议上签字。5月31日下午，挺进堡镇的中国人民解放军第二十五军第75师223团第一、第二营，包围大通纱厂、富安纱厂，命令第11师限时缴械。6月1日7时，大通、富安两厂同时拉响汽笛。第11师32团全部，33团直属队及第三营和暂10师30团的二个营1987人集中到广场向223团缴枪。6月4日该部全体官兵及随军家属开拔到新河镇，随即开往南通狼山，接受整编。

### 撤台以後（擎天部隊）
1949年6月暫一軍撤往舟山，並於同年8月縮編為獨立第71師。1950年5月舟山撤退，調往台灣屏東恆春，並編入第54軍。1952年8月，第71師改編為第93師，部隊名為「擎天部隊」。1959年改編為前瞻師（重裝師）。1976年1月1日變更番號為第87師，8月16日再變更為193師。 1982年8月實施「遼寧演習」調防馬祖後，即固定駐守馬祖（南竿、北竿、高登地區）。1983年10月，陸精四號將193師師部改組為「北高地區指揮部」，負責馬祖北竿、高登守備任務，轄北竿地區一個步兵旅，至於南竿地區之步兵旅則由馬防部直接指揮。1993年1月1日改組為「北高守備區指揮部」陸軍總司令部，編配馬防部。1999年「精實案」改編為第193旅，2006年4月精進案改編為號陸軍北高地區指揮部，2014年4月「精粹案」改為為陸軍馬祖防衛指揮部北高守備大隊。。